# 므따드

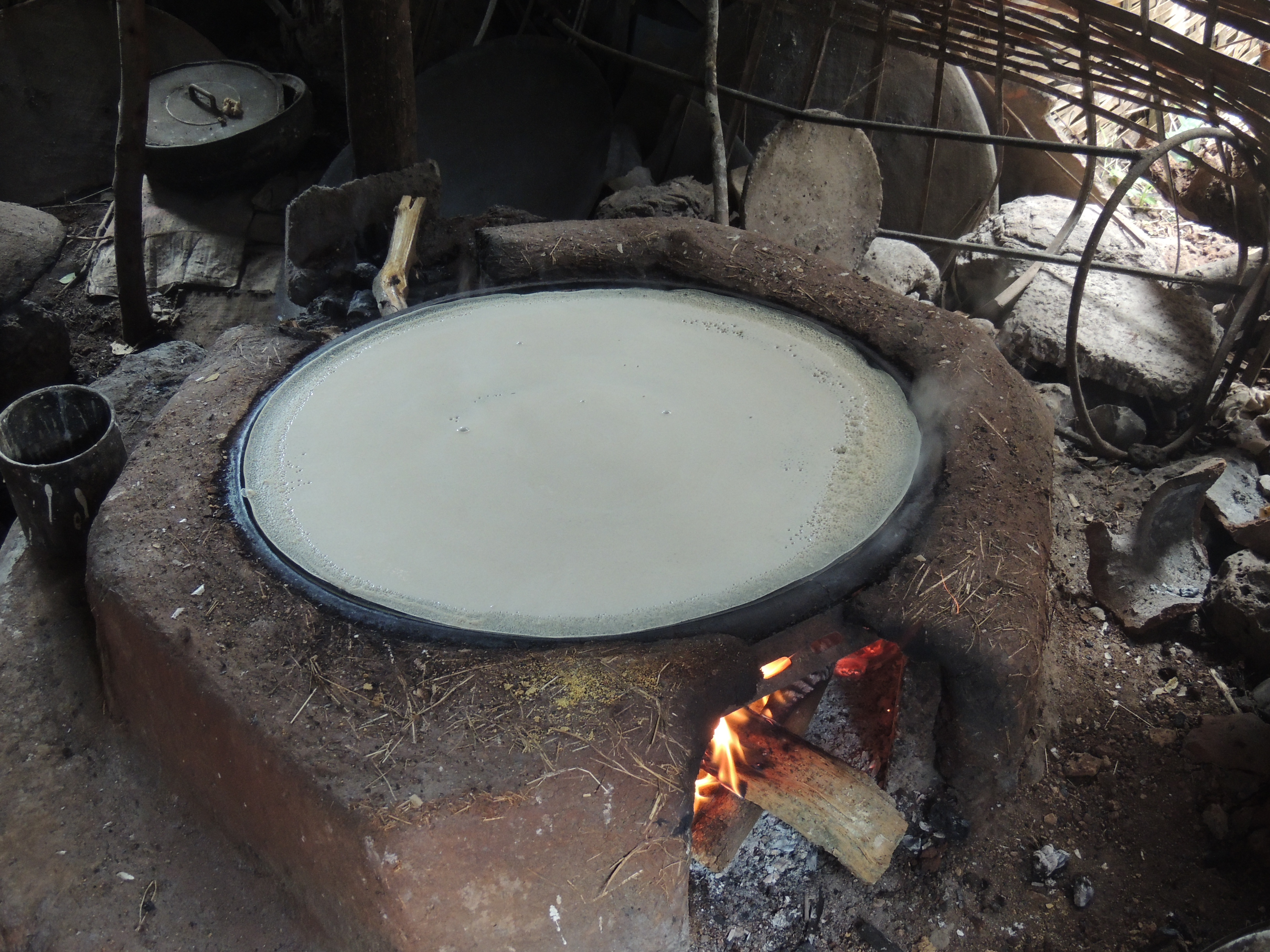
므따드에서 구워지는 은저라

므따드(암하라어: ምጣድ) 또는 모고고(티그리냐어: ሞጎጎ)는 은저라를 굽는 번철 비슷한 구이판이다. 

## 사진

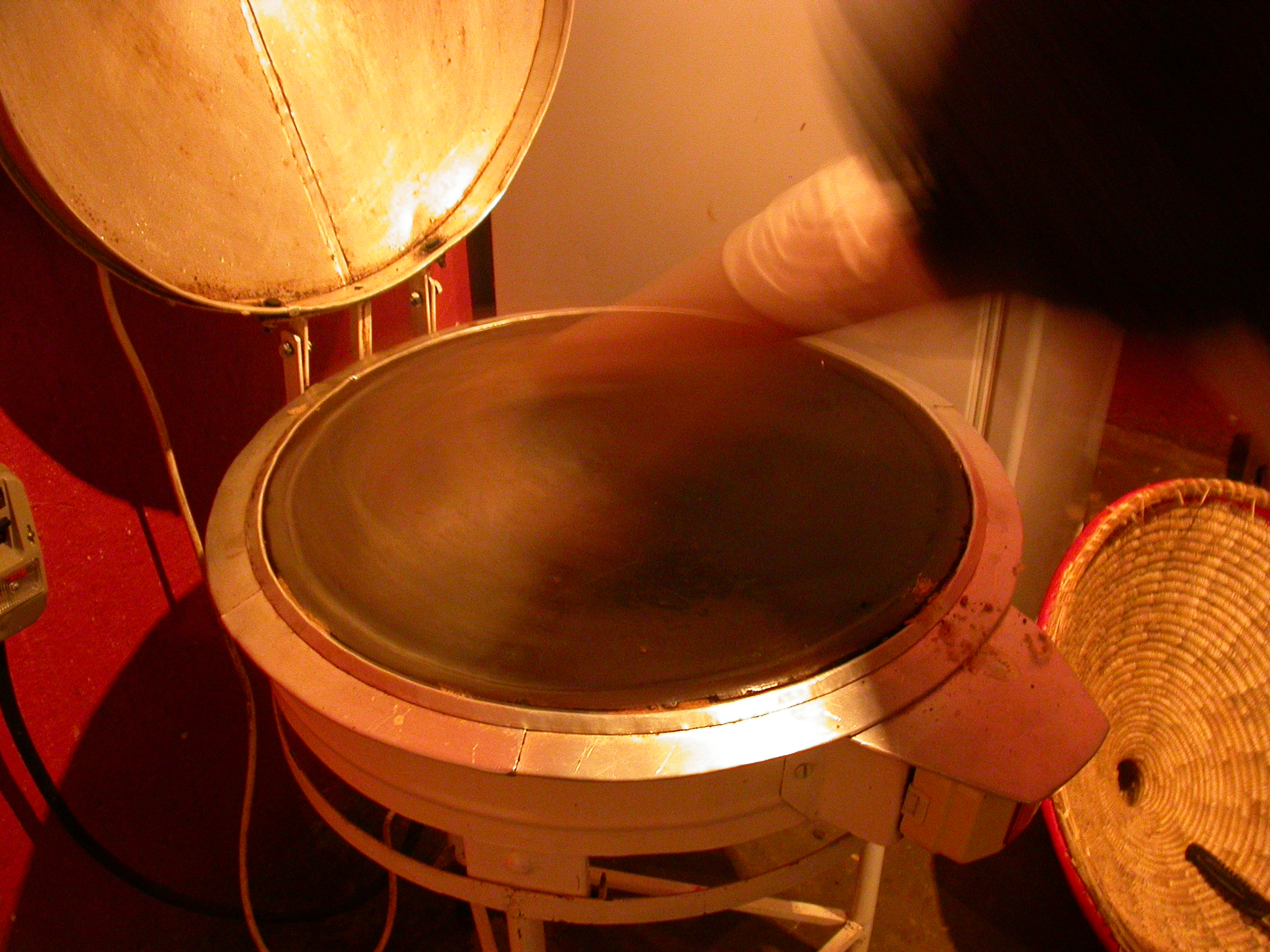
전기 므따드

## 같이 보기
- 크레프기